# Thomas Ring
Thomas Ring (* 28. November 1892 in Nürnberg; † 24. August 1983 in Schärding, Österreich) war ein deutscher Astrologe, Maler und Dichter.

## Leben

### Kindheit und Jugend
Thomas Ring wurde als einziges Kind des Ingenieurs Nikodemus A. K. Ring (1867–1948) und der Margarete Ring, geb. Heinlein (1868–1947) in Nürnberg geboren. Die Tätigkeit seines Vaters führte dazu, dass er seine frühe Kindheit an zahlreichen Orten in Mitteleuropa, aber auch Holland, England und Russland erlebte. Ab 1905 in Berlin niedergelassen, konnte er dort eine „Höhere Knabenschule“ besuchen, jedoch ohne Abiturabschluss. Dem Wunsch seines Vaters nach einer Ingenieursausbildung setzte er seine künstlerischen Neigungen entgegen: dies führte zunächst zu einem Kompromiss, einer Chemigraphen-Lehre (von 1908 bis 1911). Nachdem er bereits während zweier Jahre Abendkurse besucht hatte, wurde er 1911 Vollschüler an der Unterrichtsanstalt des Kunstgewerbemuseums Berlin, ab April 1913 in der Graphikerklasse von Emil Orlik. Er beschäftigte sich intensiv mit dem aufkommenden Expressionismus und der abstrakten Malerei, also etwa den theoretischen Schriften Kandinskys und dem „Blauen Reiter“.

### Erster Weltkrieg und Berliner Jahre 1914–1932
Von der allgemeinen Kriegsbegeisterung angesteckt, meldete er sich Anfang August 1914 freiwillig zum Kriegsdienst. Ende Oktober wurde er durch einen Schuss schwer verwundet; das Geschoss konnte ihm erst nach einem halben Jahr in der Berliner Universitätsklinik aus dem Fußgelenk entfernt werden. Nach der Begegnung mit Herwarth Walden, dem Herausgeber des Sturm, dankte er diesem dafür, dass er ihm erst die Augen für die Kunst geöffnet und Freude am eigenen künstlerischen Gestalten vermittelt hätte. Zunächst schuf er jetzt Gedichte (im Sturm veröffentlicht), bevor er sich im Juli 1916 wieder in den Krieg begab, wo er dann im November 1917 (bei der Schlacht um Cambrai) in britische Gefangenschaft geriet, nur knapp einer Hinrichtung wegen Meuterei entging und zwei Jahre interniert blieb. Dort, im Lager von Oswestry, überwand er die Internierungs-Apathie durch ein Ringen um seinen persönlichen gestaltenden Ausdruck, das ihn zu seinen „kristallinen Zeichnungen“ führte.
Nach Berlin zurückgekehrt, lernte er in der Sturm-Buchhandlung deren Leiterin Gertrud Schröder (1897–1945) kennen; sie heirateten im November 1920 und wurden Eltern zweier Söhne. Ihre gemeinsamen Interessen verfolgten sie unter anderem als Schüler von Gertrud Grunow.
Nachdem er der Astrologie zunächst als „ungläubiger Thomas“ gegenüberstand – zwar interessiert (er las z. B. Paracelsus und Kepler), aber skeptisch –, fand er darin eine Art Gerüst für ein neu zu formulierendes Menschen- und Weltverständnis. Er widmete sich fortan seinem Hauptanliegen: einer „Metamorphose“ der überlieferten Astrologie zu einer den Menschen in seiner Ganzheit umfassenden „organischen“ Wissenschaft – er selbst nannte sie „Revidierte Astrologie“ – durch Konfrontation und Synopse mit den Resultaten der akademischen Wissenschaften, der neueren tiefenpsychologischen und philosophischen Richtungen sowie der Künste. Dafür hörte er nebst intensiver Lektüre – bedeutsam für die Entwicklung seiner Anschauungen waren etwa R. H. Francé und Hans Kayser – in Berlin auch Vorlesungen bedeutender Dozenten, darunter Albert Einstein und Nicolai Hartmann. Einen ähnlichen Ansatz verfolgte etwa gleichzeitig der Schweizer Alfred Fankhauser, der ebenfalls in Schriften und Kursen eine neu verstandene Astrologie vermittelte, allerdings mit einem mehr psychologischen Akzent.

### „Emigration“ aus Deutschland
Als „entarteter Künstler“ und (seit 1927) KPD-Mitglied emigrierte er mit seiner Familie Ende 1932 nach Österreich, wo er sich noch stärker der Astrologie widmete und wo er und seine Frau den Lebensunterhalt mit astrologischen Beratungen verdienten. Mit dem „Anschluss“ Österreichs 1938 wurde seine Lebenssituation ungemütlich: das Deutsche Reich hatte ihm nämlich (um 1935) die Passverlängerung verweigert, sein lebenslanger Freund Hans Bender notierte dazu, Ring wäre erst nach dem „Anschluss“ staatenlos geworden. Auch ohne deutschen Pass wie Staatenlosen-Pass konnte der Künstler 1937 anscheinend nach Leipzig oder Oslo reisen. Ring wurde nach einer Hausdurchsuchung Mitte Juni 1938 zur Gestapo in Graz vorgeladen, konnte jedoch ungeachtet dessen Ende Juni 1938 der Reichsschrifttumskammer (Berlin) wie „Reichskammer der Bildenden Künste“ (Wien) beitreten – Bender formulierte im Nachruf auf seinen Freund wiederum, dieser wäre nach dem „Anschluss“ aus der Kunst- und Schrifttumskammer ausgeschlossen worden. Ring wurde sonst in Ruhe gelassen und konnte weiter publizieren, wurde dann allerdings Ende Juni 1942 aus der Reichsschrifttumskammer, im April 1943 schließlich auch aus der Reichskammer der Bildenden Künste ausgeschlossen.

Im Frühjahr 1943 sollte er aus Graz nach Norwegen „für Aufgaben der Reichsverteidigung“ zur Polizei verpflichtet werden, aber dank der Initiative Hans Benders wurde er zum Direktor des Paracelsus-Instituts in Straßburg ernannt, wo er im Mai eintraf, wenngleich Bender für Rings Wechsel nach Straßburg den April 1942 angibt. In Neuwiller-lès-Saverne, knapp 40 km nordwestlich von Straßburg in den Vogesen gelegen, mietete der Mäzen des Paracelsus-Instituts, Friedrich Spieser, nach kurzer Zeit ein Haus für Ring, während Spieser auf der nahe gelegenen, zum Ort gehörenden Hüneburg wohnte. Ring und seine Frau Gertrud wurden Ende 1944 von den Alliierten aufgegriffen und interniert; Gertrud Ring verstarb am 15. Februar 1945 im Lager von Saint-Sulpice-la-Pointe, geschwächt aufgrund der Mangelernährung, an einer schweren Infektion.

### Nach Kriegsgefangenschaft 1946–1983
Im Frühling 1946 erst gelangte er nach seiner Flucht aus dem Lager wieder zurück in sein Grazer Heim. Seine beiden Söhne hatten überlebt. Nach der Heirat mit der Künstlerin Irmtraut Bilger (1910–1999) wurde er nochmals Vater eines Sohnes und einer Tochter. 1949 erhielt er die österreichische Staatsbürgerschaft. Im August 1952 übersiedelte die Familie Ring ins „Luchle“ bei Wittenschwand im Südschwarzwald, einem seinem Freund Hans Bender gehörendes Bauernhäuschen. In den 50er-Jahren arbeitet er hauptsächlich an seinem astrologischen Lehrwerk, der Astrologischen Menschenkunde. Erst nach 1960 konnte er die Vernichtung fast all seiner früheren Bilder und Zeichnungen überwinden und sein bildnerisches Spätwerk beginnen. Erlebnisse aus seiner Kindheit und der Kriegsgefangenschaft gestaltete er in zwei Romanen, die er in seiner Zeitschrift, den Werkstattblättern, als Fortsetzungen veröffentlichte. Seine astrologische Beratungstätigkeit ist in rund 700 Typoskripten mit Horoskopdeutungen dokumentiert.
Im Jahr 1962 zog er ein letztes Mal um: in eine Wohnung in der Burganlage Stettenfels bei Heilbronn. Die Burganlage hatte Rings Freund Friedrich Spieser, den Ring bereits seit ihrer gemeinsamen Straßburger Zeit am Paraclesus-Institut gut kannte, wenige Jahre zuvor erworben. Dort lebte er zurückgezogen, ganz seiner astrologischen Arbeit zugewandt. 1983 verstarb Thomas Ring (unerwartet) an den Folgen einer Blinddarmentzündung. Sein Grab ist auf dem evangelischen Stadtfriedhof St. Peter in Graz zu finden.
Sein Nachlass befindet sich im Deutschen Literaturarchiv in Marbach.

## Werke

### Lyrik
- Um nichts und wieder nichts, Privatdruck, 1978
- Die olympische Wiederkehr. Ein Gedichtzyklus, Aurum, Freiburg 1985
- Gedichte, ausgewählt aus den Jahren 1946–1983, hg. v. Imtraut Ring, Classen, Zürich und Stuttgart 1985
- Das dichterische und bildnerische Werk 1916–1933, hg. v. Volker Pirsich, Herzberg 1987, ISBN 3-88309-017-4

### Astrologische Schriften

#### Die frühen Werke
- 1925 Die Überwindung des Schicksals durch Astrologie, Nirvana, Berlin
- 1933–35 Astrologische Lehrbriefe, I–IV, Selbstverlag, Johnsbach (hektographiert)
- 1938 Planeten-Signaturen, Jos. C. Huber, Dießen am Ammersee
- 1939 Menschentypen in Bildern des Tierkreises gespiegelt, R. Hummel, Leipzig
- 1939 Das Sonnensystem – ein Organismus, Deutsche Verlags-Anstalt, Stuttgart
- 1939 Das Lebewesen im Rhythmus des Weltraumes, Deutsche Verlags-Anstalt, Stuttgart
- 1941 Der Mensch im Schicksalsfeld, Deutsche Verlags-Anstalt, Stuttgart

#### Das Hauptwerk
Die Astrologische Menschenkunde erschien zuerst in drei Bänden bei Rascher in Zürich, wurde dann neu aufgelegt und mit dem 4. Band ergänzt bei H. Bauer, Freiburg im Breisgau:
- Band 1: Kräfte und Kräftebeziehungen, 1956
- Band 2: Ausdruck und Richtung der Kräfte, 1959
- Band 3: Kombinationslehre, 1969
- Band 4: Das lebende Modell, 1973

Der Chiron-Verlag, Tübingen, hat folgende Neuauflage besorgt:
- Bände 1–3 (in einem Band): 2002, ISBN 3-925100-71-7
- Band 4: 2005, ISBN 3-89997-118-3

#### Die späteren Werke
- 1958 Tierkreis und menschlicher Organismus, Ebertin, Aalen
- 1972 Astrologie ohne Aberglauben. Können wir unser Leben selbst gestalten oder ist es vorbestimmt? Econ, Düsseldorf (Überarbeitete Neuauflage ebd. 1978)
- 1975 Existenz und Wesen in kosmologischer Sicht, Aurum, Freiburg
- 1977 Astrologie neu gesehen. Der Kosmos in uns, Aurum, Freiburg
- 1978 Mein Alphabet, Thomas Ring-Stiftung, Romanshorn
- 1980 Genius und Dämon. Strukturbilder schöpferischer Menschen, Aurum, Freiburg

#### Aus dem Nachlass
- 1986 Das Grundgefüge. Die Stellung des Menschen in Natur und Kosmos. Mit einem Nachwort von Erp Ring, Aurum, Freiburg
- 1992 Strukturbilder genialer Menschen (48 Kosmogramm-Zeichnungen aus Mein Alphabet als Faksimile in einer Mappe), Thomas Ring-Stiftung, Zürich
- 1995 Frühe astrologische Schriften: Die Überwindung des Schicksals durch Astrologie, Berlin 1925 – Planeten-Signaturen, München 1938 – Menschentypen in Bildern des Tierkreises gespiegelt, Leipzig 1939, Astrodienst Verlag, Zollikon, ISBN 3-905255-01-4
- 1999 Züricher Vorträge: Hinter dem Vorhang der Vernunft / Die Wirklichkeit des Unsichtbaren, Thomas Ring-Stiftung, Zürich
- 2000 Symbolik, Thomas Ring-Stiftung, Zürich
- 2001 Kosmische Signaturen des Lebens, Thomas Ring-Stiftung, Zürich
- 2010 Symbolkreis der Schöpfung, Chiron Verlag, Tübingen ISBN 978-3-89997-181-1

### Hörbuch
- Astrologie, wie ich sie sehe. Ein Gespräch, Audio-CD, Chiron 2006, ISBN 3-89997-142-6

## Film
- 1976: Thomas Ring. Eine Produktion des Saarländischen Rundfunks/Fernsehen (15 Minuten). Buch und Regie: Klaus Peter Dencker
- 1976: Ring über Sternzeichen 1. Eine Produktion des Saarländischen Rundfunks/Fernsehen (5 Minuten). Buch und Regie: Klaus Peter Dencker
- 1976: Ring über Sternzeichen 2. Eine Produktion des Saarländischen Rundfunks/Fernsehen (4 Minuten). Buch und Regie: Klaus Peter Dencker